# Валентайн (Аризона)
Валентайн (англ. Valentine) — переписна місцевість (CDP) в США, в окрузі Могаве штату Аризона. Населення — 39 осіб (2020).

## Географія
Валентайн розташований за координатами 35°23′19″ пн. ш. 113°39′33″ зх. д. / 35.38861° пн. ш. 113.65917° зх. д. (35.388530, -113.659115).  За даними Бюро перепису населення США в 2010 році переписна місцевість мала площу 4,13 км², уся площа — суходіл.

## Демографія
Згідно з переписом 2010 року, у переписній місцевості мешкало 38 осіб у 13 домогосподарствах у складі 7 родин. Густота населення становила 9 осіб/км².  Було 14 помешкання (3/км²).
Расовий склад населення:
| - 92,1 % — корінних американців - 5,3 % — білих - 2,6 % — осіб інших рас |

До двох чи більше рас належало 0,0 %. Частка іспаномовних становила 5,3 % від усіх жителів.
За віковим діапазоном населення розподілялося таким чином: 18,4 % — особи молодші 18 років, 68,4 % — особи у віці 18—64 років, 13,2 % — особи у віці 65 років та старші. Медіана віку мешканця становила 37,5 року. На 100 осіб жіночої статі у переписній місцевості припадало 90,0 чоловіків;  на 100 жінок у віці від 18 років та старших — 93,8 чоловіків також старших 18 років.
Медіана доходів становила 36 250 доларів для чоловіків та 26 875 доларів для жінок. За межею бідності перебувало 48,5 % осіб, у тому числі 0,0 % дітей у віці до 18 років та 96,9 % осіб у віці 65 років та старших.
Цивільне працевлаштоване населення становило 22 особи. Основні галузі зайнятості: транспорт — 31,8 %, науковці, спеціалісти, менеджери — 18,2 %, роздрібна торгівля — 9,1 %, фінанси, страхування та нерухомість — 9,1 %.